# Andy M. Stewart
Andrew Michael Andy Stewart (8 septembre 1952, Alyth, Perthshire - 27 décembre 2015) était un chanteur et auteur-compositeur-interprète écossais, et l'ancien frontman de Silly Wizard. 

## Biographie
Steward a fait partie de Silly Wizard jusqu'à la séparation du groupe en 1988. Depuis, il a enregistré quatre albums solo et trois autres avec Manus Lunny. Plusieurs des chansons de Stewart sont devenues célèbres dans la communauté folk, dont The Ramblin' Rover, Golden, Golden, The Queen of Argyll et The Valley of Strathmore. Ses interprétations des chansons classiques de Robert Burns ont reçu un accueil favorable.
Stewart est mort le 27 décembre 2015.

## Discographie

### Solo
- By the Hush (1982)
- Songs of Robert Burns (1991)
- Man in the Moon (1994)
- Donegal Rain (1997)

### Avec Silly Wizard
- Silly Wizard (1976)
- Caledonia's Hardy Sons (1978)
- So Many Partings (1979)
- Wild and Beautiful (1981)
- Kiss the Tears Away (1983)
- Live in America (1985)
- Golden Golden (1985)
- A Glint of Silver (1987)
- Live Wizardry (1988)
- Live Again (2012)

### Avec Manus Lunny
- Fire in the Glen (1985, also with Phil Cunningham)
- Dublin Lady (1987)
- At It Again (1990)